# Zilele radioului
Zilele radioului (în engleză Radio Days) este un film american de comedie din 1987, regizat de Woody Allen după propriul scenariu. Filmul rememorează viața unei familii americane în timpul Epocii de Aur a Radioului, utilizând atât muzica, cât și amintirile pentru a relata povestea.

## Rezumat
Naratorul (Woody Allen) povestește cum i-a influențat radioul copilăria, în zilele de dinainte de apariția televiziunii. Allen însuși relatează povești din tinerețea sa, deși el nu este văzut de public. Tânărul Allen este reprezentat pe ecran de către Seth Green în rolul lui "Joe". În orașul New York City al tinereții sale de la sfârșitul anilor 1930 pe un acoperiș cu vedere către Times Square în noaptea de Anul Nou a anului 1944, această poveste a vârstei de aur a radioului amestecă experiențele naratorului cu amintirile sale și cu anecdote, inserând amintirile sale despre legendele urbane referitoare la vedetele de la radio și schimbând în permanență subiectele și secvențele.
Chiar dacă familia evreo-americană a naratorului trăiește modest în Queens, în cartierul Rockaway Beach al New York-ului, fiecare membru găsește în emisiunile de radio, la un moment dat în timpul filmului, o evadare din realitate prin intermediul bârfelor legate de celebrități, legende sportive ale zilei, spectacole, jocuri și cântece, majoritatea poveștilor având loc în strălucirea și farmecul Manhattan-ului. Pentru narator, serialele de aventuri de la radio (unul dintre ele inspirat de Umbra) îl inspiră, el visând să-și cumpere un inel secret, ca și o atractivă profesoară suplinitoare, starurile de cinema (care pot să fie sau nu la fel de cinstite așa cum apar) și Al Doilea Război Mondial.
Între timp, sunt relatate mai multe povești paralele: despre o vedetă aspirantă a radioului pe nume Sally White (Mia Farrow), despre mătușa naratorului Bea (Dianne Wiest) și căutarea (în cea mai mare parte inutilă) de către ea a dragostei. Pe la mijlocul filmului se prezintă la radio povestea tragică a unei fetițe pe nume Polly Phelps, care a căzut într-o fântână din apropiere de Stroudsburg, Pennsylvania. Aceasta devine o poveste națională și întreaga familie o ascultă, dar din păcate micuța Polly nu supraviețuiește. (Acest lucru a fost inspirat de fapt de povestea adevărată a lui Kathy Fiscus, o fetiță care a căzut în 1949 într-o fântână în California de Sud și a murit după o încercare complexă de salvare.)
Muzica din film, care include melodii din anii 1930 și 1940, joacă un rol important, fiind o parte integrantă și de nedesfăcut a intrigii. Celebra emisiune radiofonică a lui Orson Welles din 1939 de la CBS Războiul lumilor are un rol important într-una dintre secvențe.

## Distribuție
- Woody Allen - naratorul
- Seth Green - Joe
- Michael Tucker - tatăl
- Julie Kavner - mama
- Dianne Wiest - mătușa Bea
- Josh Mostel - unchiul Abe
- Renée Lippin - mătușa Ceil
- William Magerman - bunicul
- Leah Carrey - bunica
- Larry David - vecinul comunist
- Rebecca Schaeffer - fiica comuniștilor
- Don Pardo - gazda emisiunii "Guess That Tune"
- Paul Herman - spărgătorul
- Mike Starr - spărgătorul
- Jeff Daniels - Biff Baxter
- William H. Macy - actorul de la radio
- Kenneth Welsh - vocea de la radio
- Danny Aiello - Rocco
- Sydney Blake - doamna Gordon
- Mia Farrow - Sally White
- Tony Roberts - "Silver Dollar" Emcee
- Kitty Carlisle Hart - cântărețul de jingle (de la cafenea) Maxwell House
- Todd Field - cântăreț
- Diane Keaton - cântăreața din noaptea de Anul Nou
- Judith Malina - doamna Waldbaum
- Kenneth Mars - rabinul Baumel
- Wallace Shawn - Răzbunătorul Mascat

## Coloana sonoră
Melodii de pe coloana sonoră a filmului, sub titlul "Radio Days: Selections From The Original Soundtrack Of The Motion Picture" au fost lansate pe casetă și compact disc în 1987:
- Glenn Miller - In The Mood
- Larry Clinton - I Double Dare You
- Tommy Dorsey - Opus No. 1
- Artie Shaw - Frenesi
- Allan Jones - The Donkey Serenade
- Benny Goodman Trio - Body and Soul
- Tommy Dorsey - You and I
- Swing and Sway cu Sammy Kaye - Remember Pearl Harbor
- Guy Lombardo - That Old Feeling
- Glenn Miller - (There'll Be Blue Birds Over) The White Cliffs of Dover
- Benny Goodman - Goodbye
- Tommy Dorsey - I'm Gettin' Sentimental Over You
- Richard Himber - Lullaby of Broadway
- Glenn Miller - American Patrol
- Duke Ellington - Take the A Train
- Xavier Cugat - One, Two, Three, Kick

## Recepție critică
Filmul a fost proiectat în afara competiției la Festivalul de Film de la Cannes din 1987. Criticul de film Roger Ebert l-a numit răspunsul lui Allen față de filmul Amarcord al lui Federico Fellini.
Într-un sondaj al celor mai bune 500 de filme realizat de revista Empire, el a fost votat ca al 304-lea cel mai bun film al tuturor timpurilor.

## Premii

### Premiile Oscar din 1987
- Nominalizat – cele mai bune decoruri:
   regie artistică: Santo Loquasto
   set de decoruri: Carol Joffe, Les Bloom, George DeTitta, Jr.[4]
- Nominalizat – cel mai bun scenariu original: Woody Allen[4]

### Premiile BAFTA din 1987
- Câștigător – cele mai bune costume: Jeffery Kurland
- Câștigător – cele mai bune decoruri: Santo Loquasto
- Nominalizat – cea mai bună actriță în rol secundar: Dianne Wiest
- Nominalizat – cel mai bun montaj: Susan E. Morse
- Nominalizat – cel mai bun film: Robert Greenhut, Woody Allen
- Nominalizat – cel mai bun scenariu original: Woody Allen
- Nominalizat – cel mai bun sunet: Robert Hein, James Sabat, Lee Dichter

### Premiile Writers Guild of America din 1988
- Nominalizat – Premiul WGA Screen pentru cel mai bun scenariu scris direct pentru ecran: Woody Allen